# スループ・ジョン・B
「スループ・ジョン・B」（Sloop John B）は、バハマ諸島の民謡。ザ・ビーチ・ボーイズがアレンジを施した上でカヴァーし、アルバム『ペット・サウンズ』に収録したことで知られる。また、シングルとしても発表され、全米3位の売上を記録した。2004年に『ローリング・ストーン(Rolling Stone)』誌が選んだ「ローリング・ストーンの選ぶオールタイム・グレイテスト・ソング500」では271位となった。
当初ブライアン・ウィルソンにはこの曲をカヴァーする考えはなかったが、フォーク・ソングに造詣の深いアル・ジャーディンの強い提案によりカヴァーすることになったという。
なお、ライヴではカール・ウィルソンまたはアル・ジャーディンが、ブライアンが歌ったパートのリードヴォーカルを担当した。

## クレジット
- アレンジ：ブライアン・ウィルソン
- リードヴォーカル：ブライアン・ウィルソン、マイク・ラヴ